# Stigmergie
Stigmergie je v biologii a sociálních vědách mechanismus nepřímé koordinace mezi agenty nebo akcemi pomocí změn prostředí. Jméno pochází z řeckých slov στίγμα ([stigma], znamení) a ἔργον ([ergon], činnost) a poprvé ho použil francouzský biolog Pierre-Paul Grassé roku 1959, aby popsal mechanismus součinnosti termitů. Sociální hmyz, na jehož chování byla stigmergie poprvé popsána, využívá chemikálie zvané feromony, aby vyznačoval svou stopu pro ostatní členy své komunity. Následující termiti nebo mravenci feromonovou stopu sledují a dalším uvolňováním feromonu posilují. Tím spontánně vzniká koordinované skupinové chování na vyšší úrovni, například typické mravenčí cestičky, aniž by bylo potřeba hmyz koordinovat a řídit zvenčí. Jedná se tedy o emergentní samoorganizaci, umožňující spolupráci jednoduchých agentů, kteří nejsou řízeni zvenčí ani nemají vysokou inteligenci; stačí jen, aby dokázali zanechávat stopu a dokázali sledovat stopu druhých agentů tím spolehlivěji, čím je tato stopa silnější.